# Mouralia cossoides
Mouralia cossoides är en fjärilsart som beskrevs av Rothschild. Mouralia cossoides ingår i släktet Mouralia och familjen nattflyn. Inga underarter finns listade i Catalogue of Life.